# Rosmarino-Ericion
Rosmarino-Ericion correspon a l'aliança fitosociològica que agrupa allò que coneixem com a brolles i timonedes, que principalment estan esteses als terrenys margosos i calcaris poc permeables. Es caracteritza pel predomini d'espècies genistoides o ericoides, això és, de fulles amb superfície transpiradora molt reduïda. Rep el nom de dues de les espècies característiques presents a les associacions que hi pertanyen, el romaní (Salvia rosmarinus) i el xipell (Erica multiflora).
Propi de la part occidental de la regió mediterrània, és molt important a la península Ibèrica. A les Illes Balears hi és molt important a les Pitiüses, on cobreix la major part del terreny. A Mallorca i Menorca no és tant representatiu, ja que hi ha altres comunitats vegetals que s'alternen al seu paisatge.
Les principals associacions de l'aliança són:
- Teucrio-Helianthemetum capitis-felis
- Helianthemo-Micromerietum microphyllae
- Lavandulo-Genistetum acanthocladae
- Anthyllido-Teucrietum majorici
- Loto-Ericetum multiflorae